# 1999 en Belgique
Chronologie de la Belgique
- 1995
- 1996
- 1997
- 1998
- 1999
- 2000
- 2001
- 2002
- 2003

Cette page recense des événements qui se sont produits durant l'année 1999 en Belgique.

## Chronologie
- 1er janvier : le franc belge, créé en 1832, devient une subdivision de l'euro (1 EUR = 40,3399 BEF).
- 3 mars : le Parlement flamand vote cinq résolutions réclamant plus d'autonomie pour la Flandre.
- 28 mai : début de la crise de la dioxine. Le ministère de la Santé publique interdit la consommation de poulets et d'œufs, contaminés par la dioxine issue de farines animales.
- 1er juin : à la suite de la crise de la dioxine, le ministre de la Santé publique Marcel Colla et le ministre de l'Agriculture Karel Pinxten démissionnent.
- 4 juin : la Commission européenne demande l'arrêt des importations de viandes et produits provenant des élevages belges suspectés de contamination par la dioxine issue de farines animales.
- 13 juin : élections européennes, législatives fédérales et régionales. La coalition au pouvoir subit une sérieuse défaite. Progression des écologistes et de l'extrême droite flamande.
- 23 juin : naissance de Fortis, issue de la fusion entre la CGER et la Générale de Banque.
- 12 juillet : prestation de serment du gouvernement Verhofstadt I, mené par le libéral flamand Guy Verhofstadt. Pour la première fois depuis 1958, les démocrates-chrétiens sont relégués dans l'opposition. Les écologistes (Ecolo-Agalev) participent pour la première fois à un gouvernement.
- 11 août : éclipse solaire totale.
- 4 décembre : le prince Philippe, héritier de la couronne, épouse Mathilde d'Udekem d'Acoz.

## Culture

### Cinéma
- Les convoyeurs attendent, de Benoît Mariage.
- Une liaison pornographique, de Frédéric Fonteyne.
- Rosetta, de Luc et Jean-Pierre Dardenne, Palme d'or à Cannes.

### Littérature
- Prix Rossel : Daniel De Bruycker, Silex. La tombe du chasseur (Actes Sud).

## Sciences
- Prix Francqui : Marc Parmentier (biologie moléculaire, ULB).

## Naissances
- 18 mai : Laura Omloop, chanteuse
- 10 juin : Blanche, chanteuse

## Décès
- 12 février : Michel Seuphor, critique d'art et artiste peintre
- 10 mars : Alfred Califice, homme politique
- 16 mai : Guy Cudell, homme politique
- 5 juillet : Émile Wauthy, homme politique
- 17 septembre : Henri Storck, cinéaste et documentariste
- 10 octobre : Louis De Lentdecker, journaliste de langue néerlandaise
- 29 octobre : Greg, auteur de bande dessinée
- 18 novembre : Jean-Louis Thys, homme politique.

## Statistiques
- Population totale au 1er janvier 1999 : 10 213 752 habitants[1].